# Brother Bear 2
Brother Bear 2 (bra: Irmão Urso 2) é um filme de animação americano de 2006, lançado diretamente para DVD como continuação de Brother Bear. Foi produzido pelos DisneyToon Studios, dirigido por Ben Gluck, e lançado pela Walt Disney Pictures e Buena Vista em 29 de agosto de 2006 nos Estados Unidos. A cantora Melissa Etheridge contribuiu com três músicas para o filme.

## Elenco
- Patrick Dempsey como Kenai
  - Jack Weber como Jovem Kenai
- Jeremy Suarez como Koda
- Mandy Moore como Nita
  - Jessie Flower como Jovem Nita
- Rick Moranis como Rutt
- Dave Thomas como Tuke
- Michael Clarke Duncan como Tug
- Andrea Martin como Anda
- Jeff Bennett como Atka
- Catherine O'Hara como Kata
- Wanda Sykes como Innoko
- Wendie Malick como Siqiniq
- Kathy Najimy como Taqqiq
- Tress MacNeille como Hoonah
- Jim Cummings como Bering e Chilkoot

## Trilha sonora

### Em inglês
A trilha sonora de Brother Bear 2 foi lançado 15 de agosto de 2006. Ele só está disponível em lojas digitais, como iTunes e Walmart.com. Inclui o seguinte:
1. Dave Metzger- Opening: Brother Bear 2 – 0:34
2. Melissa Etheridge - Welcome To This Day – 2:40
3. Dave Metzger - The Dream – 2:08
4. Dave Metzger - Father And Daughter – 0:54
5. Dave Metzger - Nita Confesses Her Fear – 0:55
6. Melissa Etheridge e Josh Kelley - Feels Like Home – 3:30
7. Melissa Etheridge - It Will Be Me – 3:35
8. Dave Metzger- Koda's Wish To The Spirits – 1:38
9. Dave Metzger- I Love You Too – 2:42
10. Dave Metzger - Nita's Transformation – 1:23
11. Melissa Etheridge e Josh Kelley - Welcome To This Day [Reprise] – 1:33